# Локи (киновселенная Marvel)
Ло́ки Ла́фейсон (англ. Loki Laufeyson), известный по усыновлению как Ло́ки О́динсон (англ. Loki Odinson), или просто Ло́ки (англ. Loki) — персонаж медиафраншизы «Кинематографическая вселенная Marvel» (КВМ), основанный на одноимённом персонаже «Marvel Comics» и одноимённом боге из скандинавской мифологии, широко известный по титулу «Бог обма́на».
Локи является сыном Лафея — правителя Ледяных великанов. После войны между Асгардом и Йотунхемом, Локи был усыновлён асгардским царём Одином. В детстве, его приёмная мать Фригга развивает у него способности в использовании магии иллюзий. С детства проявлял особенности личности, заключающиеся в проведении многочисленных предательств и обмана, отчего в дальнейшем получил свой титул — «Бог обмана». В юношеском возрасте, Локи подстрекает своего сводного брата Тора напасть на Йотунхейм, за их былую наглость, в результате чего Один изгоняет Тора. Впоследствии, Локи узнаёт от Одина, что он является сыном ледяного великана — Лафея, с которым Асгард воевал ранее, однако в определённый промежуток времени, Один одолел Великанов и захватил их источник силы. Когда Один засыпает, Локи захватывает власть в Асгарде, однако став достойным, Тор побеждает Локи и последний падает в космическую червоточину, в результате чего попадает к межгалактическому титану Таносу. Локи предлагает Таносу сделку: он поможет Таносу захватить Тессеракт, в обмен на это Танос поможет Локи захватить Землю. Однако после проведения вторжения, Локи теряет и Тессеракт и скипетр с Камнем Разума, а также армию Читаури при противостоянии с командой «Мстители». После этого, Локи судят в Асгарде, однако в ходе противостояния с Тёмными Эльфами Локи захватывает Асгард, замаскировавшись под Одина, причём самого Одина Локи отправляет на Землю. Через 5 лет, Тор раскрывает Локи. В результате гибели Одина, на Асгард нападает Хела. По просьбе Тора, Локи пробуждает Суртура, начиная Рагнарёк, уничтожающий Асгард. Затем, на спасательный корабль «Властитель», на котором спаслись асгардцы нападает Танос. Под предлогом верности, Локи пытается убить Таноса, однако Танос отражает атаку и убивает Локи.
Роль Локи Лафейсона в КВМ исполнил британский актёр Том Хиддлстон. Впервые, Локи появляется в фильме «Тор» (2011) и в дальнейшем становится одной из важных второстепенных фигур в КВМ, появившись в шести фильмах по состоянию на 2022 год, а также в главной роли в телесериале «Локи» и короткометражном фильме «Добро, Барт и Локи», который служит кроссовером с франшизой «Симпсоны».
Персонаж Локи в своём развитии в фильмах и телесериале становится не столько суперзлодеем, сколько антигероем.
Альтернативные версии Локи из Мультивселенной появляются в телесериале на «Disney+» «Локи» (2021), а также в первом сезоне анимационного сериала «Что, если…?» (2021), в котором их озвучивает Том Хиддлстон.

## Концепция и создание
Мифическая фигура Локи предшествовала Тору в его первом появлении в «Marvel Comics», изображённая в научно-фантастической/фэнтезийной антологии под названием «Venus» #6 (август 1949) издательства Timely Comics, в качестве члена олимпийских богов, изгнанного в Подземный мир. Однако нынешняя версия Локи впервые официально появилась в комиксе «Journey into Mystery» #85 (октябрь 1962), где Локи был вновь представлен как заклятый враг Тора. Современный Локи был представлен братьями и соавторами Стэном Ли и Ларри Либером, и его дизайн был переработан Джеком Кёрби. Как один из заклятых врагов Тора, Локи часто появлялся в связанных с Тором комиксах, таких как «Journey into Mystery» и «Thor», а также в других комиксах Вселенной Marvel, таких как «The Avengers» и «X-Men», а также в кратких появлениях в сериях комиксов «Spider-Man» и «The Defenders».
Игровые экранизации персонажей комиксов о Торе предлагались в разное время, но не увенчались успехом. В середине 2000-х годов Кевин Файги понял, что «Marvel» по-прежнему владеет правами на основных персонажей Мстителей, в число которых входил Тор. Файги, будучи самопровозглашённым «фанатом», мечтал создать общую вселенную точно так же, как авторы Стэн Ли и Джек Кёрби сделали со своими комиксами в начале 1960-х годов. В 2006 году фильм был анонсирован как продукт производства Marvel Studios. В декабре 2007 года Протосевич описал свои планы на фильм так, чтобы «это было похоже на историю происхождения супергероя, но не о том, как человек обретает сверхспособности, а о боге, реализующем свой истинный потенциал. Это история бога Ветхого Завета, который становится богом Нового Завета». В 2008 году Гильермо дель Торо вступил в переговоры о режиссуре фильма. Дель Торо был поклонником работы Джека Кёрби в комиксах и сказал, что ему нравится персонаж Локи, но он хотел бы включить в фильм больше оригинальной скандинавской мифологии, включая «действительно грязную Вальгаллу, [с] викингами и грязью». Однако дель Торо в конечном счёте отказался от «Тора», чтобы стать режиссёром «Хоббита». Кеннет Брана вступил в переговоры по поводу того, чтобы стать режиссёром фильма, и к декабрю 2008 года Брана подтвердил, что он был нанят. Он описал его как «человеческую историю прямо в центре большого эпического сценария».
Сообщалось, что на эту роль рассматривались несколько актёров, в том числе Джош Хартнетт и Джим Керри. В мае 2009 года «Marvel» объявила, что Том Хиддлстон, который ранее работал с Браной и первоначально рассматривался как исполнитель главной роли, был выбран на роль Локи. В июне 2009 года Файги подтвердил, что Крис Хемсворт и Хиддлстон подписали контракт.

### Характеризация

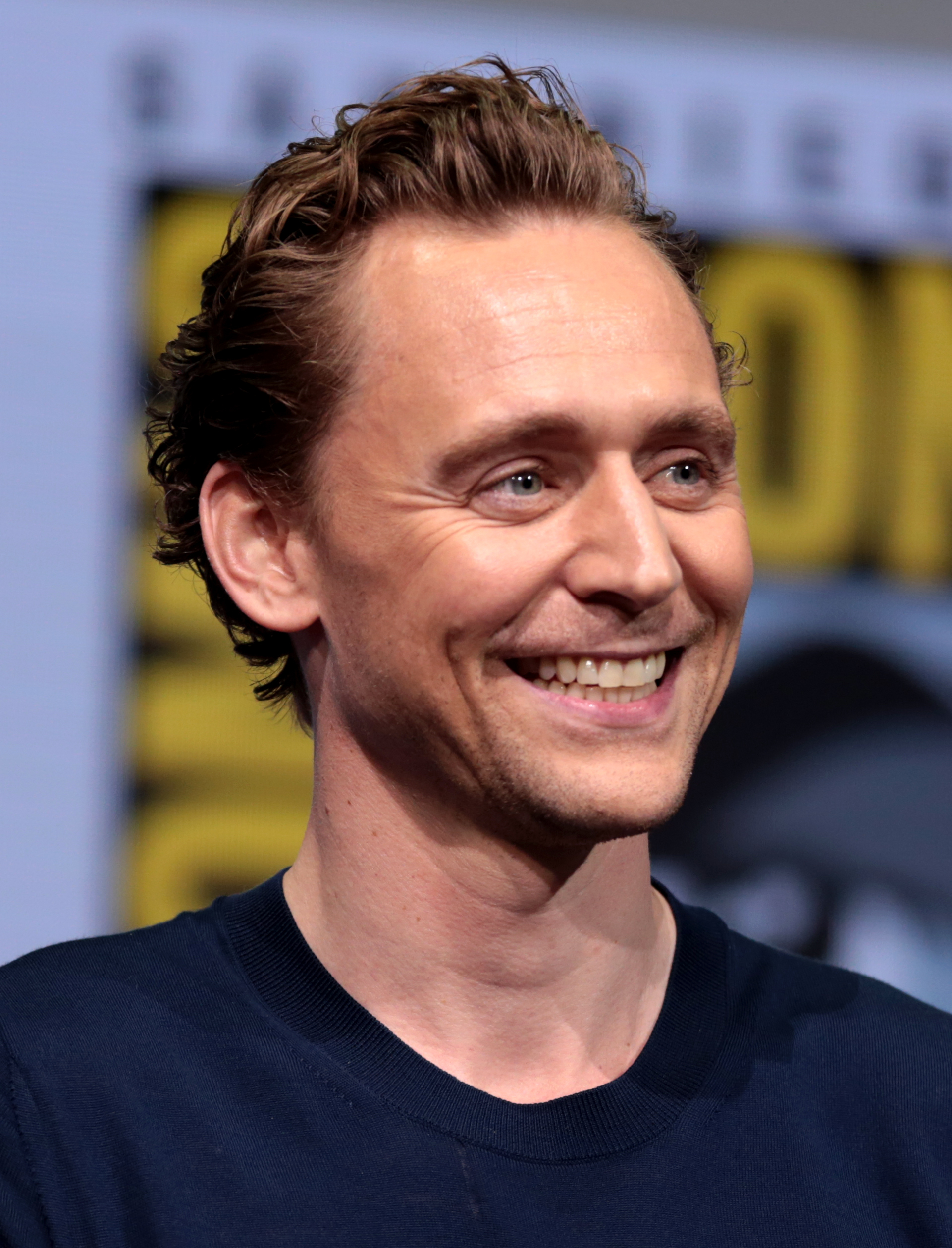
Хиддлстон на продвижении фильма «Мстители: Война бесконечности» на San Diego Comic-Con 2017

Том Хиддлстон заявил, что «Локи похож на комиксовую версию Эдмунда в „Короле Лире“, но противнее». Хиддлстон заявил, что ему пришлось соблюдать строгую диету перед началом съёмок, потому что режиссёр Кеннет Брана «хочет, чтобы Локи выглядел худым и голодным, как Кассий в „Юлии Цезаре“. Физически он не может выдавать себя за Тора». Хиддлстон также наблюдал за Питером О’Тулом в качестве вдохновения для Локи, объяснив: «Интересно, что [Кеннет Брана] сказал наблюдать за Питером О’Тулом в двух конкретных фильмах: „Лев зимой“ и „Лоуренс Аравийский“. Что интересного в… его выступлении [в роли короля Генриха], так это то, что вы видите, насколько он повреждён. [В его исполнении] есть грубость; это почти так, как если бы он жил с содранным слоём кожи. Он грандиозен, полон слёз и в одно мгновение становится весёлым, а затем пугающим. Чего мы хотели, так это такой эмоциональной нестабильности. Это другой стиль игры, это не совсем одно и то же, но так увлекательно вернуться и посмотреть, как такой великий актёр, как О’Тул, направляется к этим великим высоким холмам». Тед Олпресс исполняет роль молодого Локи.
Об эволюции своего персонажа от «Тора» до «Мстителей» Хиддлстон сказал: «Я думаю, что Локи, которого мы видим в „Мстителях“, продвинулся дальше. Вы должны задать себе вопрос: насколько приятно исчезать в червоточине, созданной каким-то суперядерным взрывом его собственного изготовления? Поэтому я думаю, что к тому времени, когда Локи появится в „Мстителях“, он кое-что увидел». О мотивах Локи Хиддлстон сказал: «В начале „Мстителей“ он приходит на Землю, чтобы подчинить её, и его идея состоит в том, чтобы править человеческой расой как их король. И, как все бредовые автократы человеческой истории, он считает, что это отличная идея, потому что, если все будут заняты поклонением ему, войн не будет, поэтому он создаст своего рода мир во всём мире, правя ими как тиран. Но он также отчасти заблуждается в том факте, что он думает, что неограниченная власть даст ему самоуважение, поэтому я не упускаю из виду тот факт, что он всё ещё мотивирован этой ужасной ревностью и своего рода духовным опустошением». Хиддлстон также снимался в сценах для фильма «Мстители: Эра Альтрона», но его сцены были исключены из театральной версии, потому что режиссёр Джосс Уидон не хотел, чтобы фильм чувствовался «переполненным».
В фильме «Тор 2: Царство тьмы» Локи заключает непростой союз с Тором против Тёмных эльфов. О том, куда он хотел бы привести персонажа в фильме, Хиддлстон сказал: «Я бы хотел довести [Локи] до его абсолютного дна. Я бы хотел увидеть, как он, по сути, уступит своим самым тёмным инстинктам. Затем, упав на самое дно, может быть, подняться наверх. Я думаю, что меня привлекает в игре Локи то, что в истории мифологии, комиксов и скандинавских мифов он постоянно танцует на этой линии разлома тёмной стороны и искупления». Хиддлстон вспоминал: «Когда я встретил Алана [Тейлора], он спросил меня, как я считаю я смогу снова сыграть Локи, не повторяясь, и я вспомнил разговор с Кевином Файги, когда мы были в рекламном туре „Мстителей“. Я сказал: „Хорошо, вы видели, как Тор и Локи враждовали уже в двух фильмах. Было бы удивительно увидеть, как они сражаются бок о бок. Я уже дважды был плохим парнем, так что я не могу быть снова, иначе я не должен был сниматься в фильме. Поэтому мы должны найти для меня новую роль“».
Хиддлстона интересовало, как изменилось поведение Локи к моменту событий фильма «Тор: Рагнарёк», сказав: «Он всегда был обманщиком. Это попытка найти для него новые способы быть озорным». Будучи правителем Асгарда с конца фильма «Тор 2: Царство тьмы» (2013), Хиддлстон отмечает, что «Локи посвятил большую часть своих усилий самовлюблённому самовосхвалению. Не так много на хорошее управление». Он также добавил, что «мысль о том, что Тор может быть равнодушен к Локи, беспокоит его… это интересное развитие событий».
Что касается смерти Локи в начале «Войны бесконечности», Хиддлстон выразил мнение, что «он очень силён, он называет себя Одинсоном, и это закрывает всё путешествие Локи и то, что он может сделать», также отметив, что смерть Локи демонстрирует, насколько силён Танос, подготавливая почву для борьбы против него.
В сериале «Локи» (2021) «Управление временными изменениями» (УВИ) обозначило пол Локи в сериале как «флюидный», в знак уважения к половой флюидности персонажа в Marvel Comics и скандинавской мифологии. Хиддлстон сказал, что «широта и диапазон идентичности, заложенные в персонаже, были подчёркнуты, и это то, о чём я всегда знал, когда я впервые получил роль 10 лет назад… Я знаю, что это было важно для Кейт Херрон и Майкла Уолдрона и для всей команды. И мы очень хорошо понимали, что это то, за что мы чувствовали себя ответственными».

### Внешний вид и спецэффекты
Хиддлстон отметил, что его трансформация в Локи потребовала покрасить его естественно светлые волосы и сделать его естественно румяную кожу очень бледной, заявив:
Сделав его с этими чёрными, как вороново крыло, волосами и побледнев всем цветом моего лица, это меняет мои черты. Внезапно мои голубые глаза кажутся намного голубее, что придаёт моему лицу суровость. И даже в моей собственной улыбке есть искажённая угроза. Всё, что проходит через меня естественным образом, искажается.
Костюм Локи в «Торе», разработанный главой отдела визуального развития Marvel Чарли Вэнем, адаптировал элементы из комиксов, добавив элементы, придающие ему футуристический вид, отражающий отношение к магии в фильмах про Тора как к просто высокоразвитой технологии. Как и другие репрезентации Асгарда, в частности, включая костюмы Тора и Одина, он также ссылался на скандинавские символы. Вэнь заявил, что он «спроектировал доспехи Локи так, чтобы они были более откровенно церемониальными, чем практичными», в соответствии с тем, что персонаж больше сосредоточен на борьбе за власть, чем на участии в битве.
Хиддлстон сказал, что рога, которые он носил как часть его костюма Локи, весили около 30 фунтов, в результате чего в одном случае во время съёмок «Мстителей» он попросил коллегу Криса Хемсворта реально ударить его по лицу, потому что вес рогов не давал ему притвориться, что его ударили.
Во время телесериала «Локи» было показано или представлено множество вариантов Локи. Что касается наиболее заметного варианта, Сильвии, художник по костюмам «Локи» Кристин Вада и режиссёр Кейт Херрон планировали, что Сильвия вначале будет «загадочной и несколько андрогинной», избегая того, что её последующее раскрытие личности стало «полной игрой на гендере», скорее, позволяя персонажу развиваться самостоятельно «как сильная женская роль» без чрезмерной сексуализации. Вид Сильвии олицетворяет персонажа, который является «бойцом», может стоять самостоятельно и готов участвовать в сражениях и бегах. Вместо доспехов, изготовленных на заказ, обычно выдаваемых женским персонажам комиксов для улучшения силуэтов, художник по костюмам намеревалась не проводить различий между мужской и женской одеждой в сериале. Костюм Сильвии включает в себя шаровары с открытой промежностью, которые подчёркивают движение в равной степени как в облегающих брюках, или в костюме из спандекса. Вада решила привнести этот приземлённый аспект во внешности Сильвии в сюжетную линию с элементами магии, заявив, что «Я больше верю в то, что кто-то может сражаться, когда он в прочном ботинке, а не на паре высоких каблуков… функция является такой ясной и важной вещью, на которую следует ссылаться при любом хорошем дизайне». В своём первом появлении Сильвия носила сломанный ободок Локи, который позже оставила в Ковчеге. Версия персонажа, Леди Локи, носила похожий ободок в комиксах. Другой вариант, Классический Локи, был одет в костюм, вдохновлённый дизайном Джека Кёрби из комиксов 1960-х годов.

## Биография персонажа

### Ранняя жизнь
Локи родился в семье правителя расы Ледяных великанов — Лафея в мире Йотунхейм. В процессе вторжения в Йотунхейм, Локи был брошен своим отцом, однако затем найден асгардским царём Одином. Один, при помощи магии преображает Локи, делая его более похожим на асгардца, и воспитывает его как сына вместе с биологическим сыном, Тором. Во время его воспитания, мать Тора Фригга, учит Локи пользоваться магией, а также магией иллюзий.
На протяжении всей своей жизни, Локи активно использует эти способности, постоянно обманывая своего сводного брата Тора. На спор Тору, Локи совершает ограбление на Земле под псевдонимом «Ди Би Купер». На протяжении всего своего воспитания, Локи негативно воспринимает воспитание от Одина, поскольку последний проявляет наиболее активное воспитание в пользу Тора, и, таким образом, вместо этого сближается со своей приёмной матерью Фриггой.

### Первое предательство Асгарда
Сотни лет спустя Локи наблюдает, как Тор готовится взойти на трон Асгарда. Коронация Тора прерывается проникновением Ледяных великанов в сокровищницу Одина, с целью кражи источника сил Ледяных великанов — Ларца вечных зим, захваченного Одином во время войны с Йотунхеймом. Затем Локи подстрекает Тора, чтобы тот атаковал Йотунхейм вопреки приказу Одина, за их наглость. Прибыв на Йотунхейм, герои сражаются, однако великаны окружают их. Внезапно в битву вмешивается Один и вовращает асгардцев обратно в Асгард, разрушая хрупкое перемирие между двумя расами.. После того, как Один изгоняет Тора на Землю за его действия в Йотунхейме, Локи, в сокровищнице расспрашивает Одина о его происхождении, и узнаёт, что он биологический сын Лафея, усыновлённый Одином после окончания войны между Йотунхеймом и Асгардом. Внезапно Один впадает «Сон Одина», чтобы восстановить свои силы и Локи занимает трон вместо Одина и предлагает Лафею шанс убить Одина и вернуть Ларец. Оказывается, что именно Локи помог воинам Лафея проникнуть в сокровищницу в день коронации Тора. Сиф и «Воинственная Троица», недовольные действиями Локи, пытаются вернуть Тора из изгнания, убеждая привратника Биврёста — Хеймдалла, открыть им проход на Землю. Зная об их плане, Локи посылает броню Разрушителя, кажущегося неразрушимым автоматоном, чтобы убить Тора. Разрушитель оставляет Тора на грани смерти, однако его жертва делает его достойным возвращения из изгнания, и он восстанавливает свои силы и побеждает Разрушителя. После этого Тор возвращается в Асгард и начинает противостоять Локи. В Асгарде Локи предаёт и убивает Лафея, раскрывая свой истинный план использовать покушение Лафея на жизнь Одина в качестве предлога, чтобы уничтожить Йотунхейм с помощью Биврёста, тем самым доказав, что он достоин внимания Одина. Тор прибывает и сражается с Локи, и не видя другого выхода, уничтожает Биврёст, чтобы остановить план Локи, без возможности покинуть Асгард. Один пробуждается и предотвращает падение братьев в пропасть, созданную в результате разрушения моста, но после того, как Один осуждает действия Локи, последний отпускает копьё и падает в пропасть.

### Союз с Таносом
В космосе Локи встречает «Другого», лидера внеземной расы, известной как Читаури. В обмен на предоставление Тессеракта, мощного источника энергии неизвестного потенциала, «Другой» обещает Локи армию, с помощью которой он сможет захватить Землю, а также даёт ему скипетр с Камнем Разума. Позже учёного Эрика Селвига доставляют в учреждение «Щ.И.Т.», где Ник Фьюри открывает портфель и просит его изучить таинственный куб. Локи, управляя Селвигом соглашается.

### Вторжение на Землю
В 2012 году Локи, используя Тессеракт, атакует удалённый исследовательский центр «Щ.И.Т.». Локи использует скипетр, захватывая разум агента Клинта Бартона и доктора Эрика Селвига, и крадёт Тессеракт. В Штутгарте Клинт Бартон крадёт иридий, необходимый для стабилизации мощности Тессеракта, в то время как Локи отвлекает внимание, что приводит к краткой конфронтации со Стивом Роджерсом, Тони Старком и Наташей Романофф, которая заканчивается тем, что Локи позволяет захватить себя в плен. Пока Локи сопровождают в «Щ.И.Т.» на квинджете, прилетает Тор и забирает его, надеясь убедить его отказаться от своего плана. Тем не менее, Тор в конце концов доставляет Локи на летающий авианосец «Щ.И.Т.» — хеликэриэр. По прибытии Локи заключают в тюрьму, в то время как Брюс Бэннер и Старк пытаются найти Тессеракт. Агенты, находящиеся под контролем Локи, атакуют хеликэриэр, выводя из строя один из его двигателей, заставляя Бэннера превратиться в Халка. В это время Локи выбирается из камеры, и заманивает туда Тора. Локи убивает агента Фила Колсона, выбрасывает Тора из хеликэриэра и улетает. Локи использует Тессеракт в сочетании с устройством, созданным Селвигом и открывает над Башней Старка в Нью-Йорке портал, начиная вторжение. После разговора со Старком Локи заставляет команду «Мстители» сплотиться, в результате чего Мстители успешно сражаются с инопланетными захватчиками. В процессе битвы на Локи нападает Халк и обезвреживает его в Башне. После уничтожения армии Читаури, Мстители арестовывают Локи и доставляют в Асгард.

### Битва с Тёмными эльфами и «смерть»
В 2013 году, Локи судят за его преступления против Мидгарда (Земли) и заточают в темницу в Асгарде. Внезапно Асгард атакуют Тёмные эльфы во главе с Малекитом в поисках Джейн Фостер, в чьё тело вторглась неземная сила, известная как Эфир. Локи, считая, что они направляются к Тору, направляет Эльфов к Фригге. В процессе нападения на крепость, Малекит и его лейтенант Курс убивают Фриггу и сбегают. Тор неохотно освобождает Локи, который соглашается отвести Тора к секретному порталу в Свартальфхейм, в обмен на обещание Тора отомстить за их мать. В Свартальфхейме Локи, «предаёт» Тора, фактически обманом заставляя Малекита вытащить Эфир из Джейн, однако попытка Тора уничтожить обнажённое вещество терпит неудачу. Малекит сливается с Эфиром и уходит на своём корабле, когда Локи, спасая Тора от Курса получает «смертельное» ранение и «умирает» на руках у Тора. Тор в конечном счёте побеждает Малекита в битве в Гринвиче и возвращается в Асгард, чтобы отклонить предложение Одина занять трон, и рассказывает Одину о жертве Локи. После того, как Тор уходит, Локи снимает маскировку и благодарит Тора за возможность править Асгардом.

### Разрушение Асгарда
С 2013 по 2017 год Локи захватывает Асгард, и правит в нём, замаскировавшись под Одина, держа настоящего Одина под заклятием на Земле. В течение этого времени замаскированный Локи отправляет Сиф на Землю с миссией, а затем изгоняет её из Асгарда.
В 2017 году Тор возвращается в Асгард и обнаруживает уловку Локи и прилюдно раскрывает его обман. После того, как Локи говорит Тору, где находится Один, Тор сопровождает его на Землю, в Нью-Йорк, однако место, где Локи оставил Одина сносят. Внезапно Локи попадает в ловушку Стивена Стрэнджа, так как он является угрозой для Земли. После разговора Тора и Доктора Стрэнджа, последний освобождает Локи, который сообщает, что около получаса падал во тьме. Локи нападает на Стрэнджа, однако Стивен отправляет его и Тора в Норвегию, где они находят умирающего Одина, который объясняет, что его уход позволит его первенцу, Хеле, вырваться из заточения, в которой она была заперта многие тысячелетия. Появляется Хела, разрушает Мьёльнир Тора, и выталкивает Локи из Биврёста в космос. Локи приземляется на планете Сакаар и быстро завоёвывает расположение правителя этого мира — Гранмастера. Позже Тор также прибывает на Сакаар и попадает в плен к работорговцу Валькирии, бывшему члену древнего ордена Валькирий, побеждённых Хелой. Убедив Валькирию и Локи помочь, они крадут корабль, на котором они планируют сбежать через гигантский портал в Асгард. Локи снова попытается предать Тора, в результате чего Тор оставляет Локи на Сакааре. Однако Локи находят Корг, Мик и другие, которые присоединяются к нему на борту большого судна, украденного у Грандмастера под названием «Властитель». Он заставляет их вернуться в Асгард и помочь асгардцам избежать битвы между силами Тора и Хелы, провозгласив себя при этом их спасителем. Во время битвы, по приказу Тора, Локи отправляется в хранилище Одина, крадёт Тессеракт и помещает корону Суртура в хранящееся там вечное пламя, в результате чего появляется Суртур и уничтожает Хелу и Асгард. Тор, решает отправить асгардцев на Землю, несмотря на опасения Локи по поводу того, как его там примут.

### Окончательная гибель
В 2018 году на корабль «Властитель» нападает межгалактический титан Танос и «Чёрный орден», благодаря присутствию Тессеракта у Локи. Уничтожив половину асгардцев на борту, в то время как остальные спасаются бегством при помощи спасательных капсул, Танос, владеющий Камнем Силы, побеждает Тора и Халка, убивает Хеймдалла и извлекает Камень Пространства из Тессеракта, полученного от Локи, под угрозой убийства Тора. Внезапно Локи притворяется, что присягает на верность Таносу, но в последний момент пытается его убить своим кинжалом. Танос перехватывает атаку Камнем Пространства и сворачивает Локи шею.

## Альтернативные версии

### Вариант 2013 года
Выполняя план операции «Хрононалёт», Тор и Енот Ракета отправляются в альтернативную реальность 2013 года за Камнем Реальности в Асгард. Как и в оригинальной вселенной, в данной реальности альтернативная версия Локи оказывается запертой в тюремной камере Асгарда.

### Сериал «Локи»
Несколько альтернативных «вариантов» Локи появляются в сериале «Disney+» «Локи» (2021):

#### Вариант 2012 года

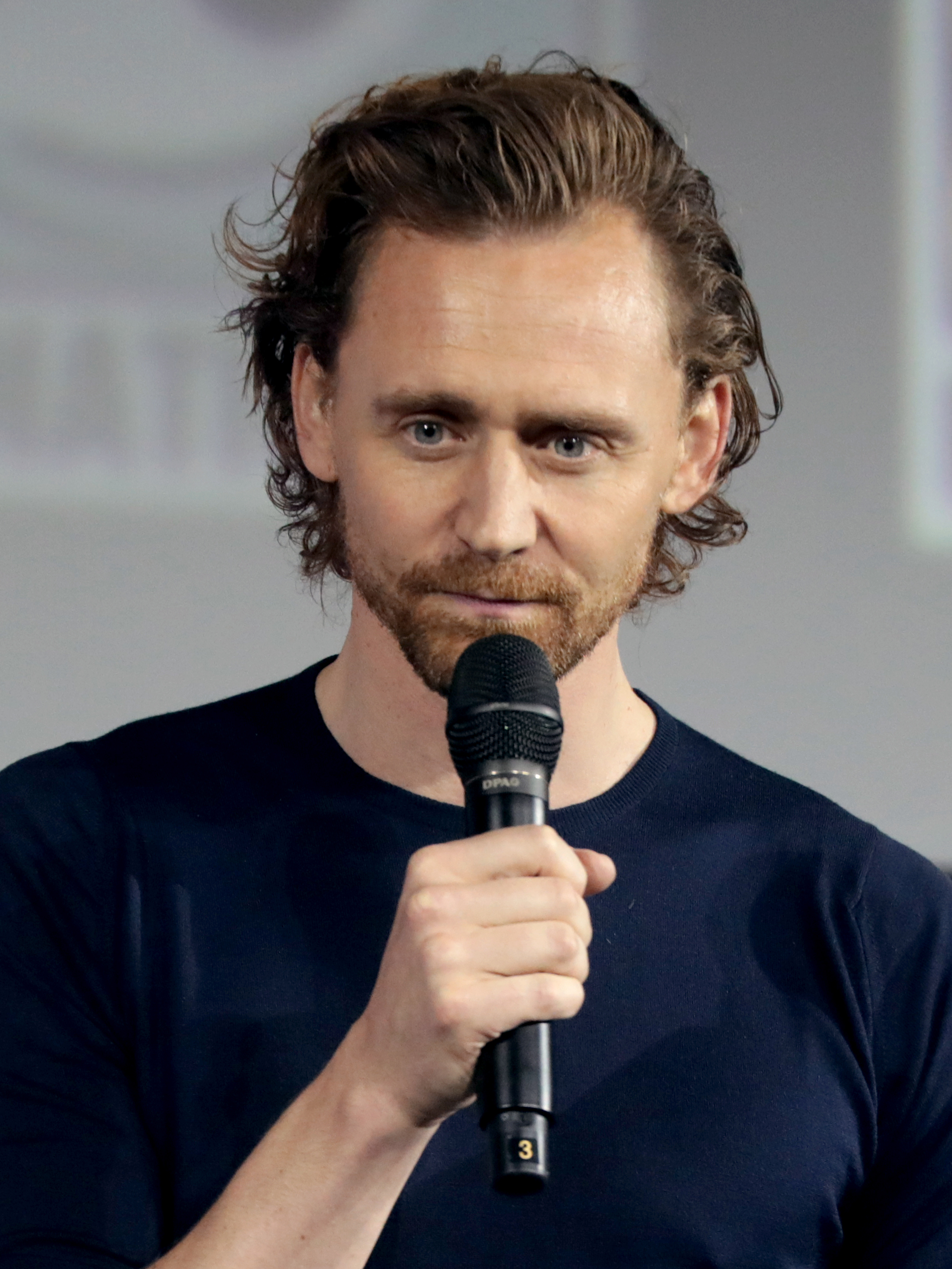
Хиддлстон продвигает «Локи» на «San Diego Comic-Con» 2019

Альтернативная версия Локи (актёр — Том Хиддлстон) под номером «L1130» крадёт Тессеракт в альтернативном 2012 году во время операции Мстителей «Хрононалёт» и сбегает после битвы за Нью-Йорк, в пустыню Гоби, формируя новую временную линию.

##### Работа с УВИ
Локи берут под стражу агенты организации «Управление временными изменениями» (УВИ), а его временную линию перезапускают. Судья УВИ Равонна Ренслейер судит Локи за преступление против «Священной линии времени», созданной Хранителями времени, называя Локи беглым вариантом. Локи обвиняет во всем путешествовавших во времени Мстителей, однако Равонна сообщает Локи, что действия Мстителей должны были произойти, а побег Локи — нет. После этого, Равонна приговаривает Локи к процедуре под названием «стирание» с помощью дубинок УВИ. Однако агент УВИ Мобиус М. Мобиус вмешивается в процесс и отводит Локи в «Театр времени», где он рассматривает прошлые проступки Локи и ставит под сомнение его истинный мотив причинения вреда людям. Поняв, что Камни Бесконечности не могут ему помочь, а также увидев своё будущее, в том числе собственную гибель от руки Таноса, он соглашается помочь Мобиусу остановить альтернативую версию самого себя.
Локи присоединяется к отряду УВИ после засады, устроенной беглым вариантом Локи в 1985 году в Ошкоше, Висконсин. Локи тянет время, однако Мобиус раскусывает его план и приказывает «перезапустить» временную линию. После некоторых исследований Локи предполагает, что Вариант скрывается вблизи апокалиптических событий, таких как Рагнарёк Асгарда, где надвигающееся разрушение означает, что их действия не могут изменить временную линию, тем самым скрывая их от УВИ. Локи и Мобиус подтверждают эту возможность, посетив Помпеи в 79 году н. э. Отправившись в Алабаму 2050 года, они сталкиваются с Вариантом, который отвергает предложение Локи работать вместе, чтобы свергнуть «Хранителей времени», и оказывается, что вариантом является женская версия Локи. Затем Вариант использует заряды «перезагрузки» УВИ, рассылая их в различные точки пространства и времени, создавая новые ветви временной линии, загружая работников УВИ и направляется в саму организацию, чтобы убить Хранителей времени, однако Локи следует за ней.

##### Союз с Сильвией
После конфронтации в УВИ Локи, используя «TemPad» варианта, телепортирует себя и Варианта на луну Ламе́нтис-1, которая вскоре будет уничтожена планетой. Оба не могут убежать из-за того, что у «TemPad» закончилась энергия. Согласившись вступить в союз друг с другом, Вариант представляется Локи под псевдонимом «Сильвия» и предлагает перемирие, чтобы сбежать с планеты, в противном случае их обоих ждёт смерть. Пара пробирается на борт поезда, направляющегося в «Ковчег», космический корабль, предназначенный для эвакуации населения с Ламентиса-1, чтобы откачать его энергию и перезарядить «TemPad». В поезде Локи напивается и начинает шуметь, в результате чего его и Сильвию обнаруживают и выгоняют с поезда. Пара решает захватить «Ковчег», и покинуть луну, чтобы их заметило УВИ, поскольку «Ковчег», в соответствии со «Священной линией времени» будет уничтожен ещё на луне. Локи спрашивает о способности Сильвии к зачаровыванию, однако впоследствии узнаёт от Сильвии, что агенты УВИ сами являются вариантами, однако не знают этого. Со сломанным «TemPad» пара пробивается сквозь охрану и метеоритный дождь к «Ковчегу», однако как только они добираются до него, на него падает метеорит, и «Ковчег» взрывается, в результате чего их шансы на спасение обнуляются.
На Ламентисе-1 Сильвия рассказывает Локи, что сбежала из УВИ, когда её собирались «удалить» ещё в детстве. Локи и Сильвия образуют романтическую связь, создавая ответвлённую временную линию, которую замечает УВИ. Мобиус спасает их двоих с Ламентиса-1 и арестовывает, оставляя Локи во временной петле из его прошлого. После того, как Мобиус высмеивает Локи за то, что он влюбился в Сильвию, Локи говорит ему, что все, кто работает на УВИ, являются вариантами. Мобиус поначалу не верит Локи, однако затем, найдя доказательства, освобождает Локи из петли, но вскоре сталкивается с Ренслейер, которая его «удаляет». Локи и Сильвию доставляют к Хранителям времени в сопровождении Ренслейер и её минутменов. В процесс вмешивается Охотник В-15, освобождая Локи и Сильвию от сдерживающих их ошейников, в результате чего Локи убивает минутменов, в то время как Сильвия лишает Ренслейер сознания. Сильвия, не желая вести переговоры, обезглавливает одного из Хранителей времени, которые оказываются андроидами. Локи готовится рассказать Сильвии о своих чувствах, но Ренслейер приходит в сознание и «удаляет» его. Он просыпается в постапокалиптическом мире, получившем название «Пустота», в окружении множества других вариантов Локи, которые приглашают его присоединиться к ним.

##### Пустота и «Тот, кто остаётся»
Локи узнаёт от других своих вариантов, что он находится в «Пустоте» — месте в конце времени, в которое УВИ телепортирует все, что «удаляет», и что похожее на облако существо по имени «Алиот» охраняет Пустоту и не даёт никому сбежать. Хвастливый Локи предаёт других Локи ради правления в пустоте, однако другой вариант Локи (который был избран президентом в своей временной линии) не соглашается с такими условиями, в результате чего завязывается драка, заставляющая Локи и его вариантов-союзников бежать. После воссоединения с Локи, Сильвия предлагает план: приблизиться к Алиоту и зачаровать его, в надежде, что это приведёт их к настоящему создателю УВИ. Мобиус телепортируется обратно в УВИ. Ребёнок Локи, Аллигатор Локи и Классический Локи убегают. Локи отвлекает Алиота, а Сильвия пытается зачаровать. Алиот нападает на Сильвию, но внезапно, Алиота отвлекает Классический Локи, создавая большую иллюзию Асгарда. Сильвия и Локи объединяются и пытаются вместе зачаровать Алиота, в то время как Классический Локи жертвует собой. Это позволяет Локи и Сильвии успешно зачаровать существо и пройти мимо Пустоты. Заметив вдалеке цитадель, пара направляется к ней.
В Цитадели в конце времён Локи и Сильвия встречают Мисс Минуты и отклоняют предложение её создателя, «Того, кто остаётся», вернуть их во временную линию со всем, что они желают. «Тот, кто остаётся» раскрывает Локи и Сильвии, что он создал УВИ после окончания войны Мультивселенной, вызванной его вариантами. Когда временная линия начинает разветвляться, он предлагает им выбор: убить его, вызвав ещё одну войну Мультивселенной, или стать его преемниками в надзоре за УВИ. Сильвия решает убить его, в то время как Локи умоляет её остановиться. Они целуются, и Сильвия отправляет Локи обратно в штаб-квартиру УВИ.

##### Последствия
В штаб-квартире УВИ Локи находит и предупреждает B-15 и Мобиуса о вариантах «Того, кто остаётся», но они его не узнают. Локи видит, что статуя, похожая на «Того, кто остаётся», заменила статуи Хранителей времени. Вернувшись, Локи обнаруживает, что он бесконтрольно перемещается во времени. В прошлом УВИ пытается задержать Локи. В настоящее время Локи воссоединяется с Мобиусом М. Мобиусом и предупреждает его об угрозе со стороны многих вариантов Того, Кто Остается, создателя УВИ. Локи и Мобиус идут на встречу с техником УВИ Уроборосом(У.Б), который приходит к выводу, что Локи «ускользает во времени», явление, возможно, вызванное нестабильностью ветвей временной шкалы, вызванной смертью Того, Кто Остается. Локи попадает в точку 400 лет назад в том же месте, где он поручает У.Б построить устройство для извлечения временной ауры, чтобы остановить ускользание времени Локи. В настоящее время У.Б внезапно вспоминает, что он держал это устройство на протяжении веков, и приказывает Мобиусу подойти с ним к Ткацкому станку времени, чтобы извлечь Локи из потока времени, пока Локи подрезает себя. Время Локи переносится в будущее, где он ненадолго встречает Сильвию, прежде чем его кто-то подрезает в последнюю возможную секунду. Мобиус успешно вытаскивает Локи из потока времени, и они вдвоем отправляются на поиски Сильвии. В будущем Локи также становится свидетелем того, как Ткач Времени становится критическим, что приводит к эвакуации УВИ. В настоящее время Локи, У.Б и Мобиус становятся свидетелями начала этого кризиса, который У.Б пытается остановить.

##### Встреча с Таймли
В ужасе от вариантов Того, Кто Остается, созданных за бесконечное время, прошедшее, пока он был в Цитадели, Локи убеждает Мобиуса поискать, где могут быть другие варианты. Они едут на Всемирную выставку в Чикаго 1893 года, отслеживая Тэмпа́д Ренслейер. Там они видят, как Виктор Таймли представляет свой прототип Ткача Времени. Таймли убегает, поскольку его преследуют четыре группы: Локи и Мобиус, которые хотят вернуть его в УВИ, чтобы использовать его ауру для ремонта Ткацкого станка; Ренслейер и Мисс Минуты, которые хотят, чтобы он занял место своего варианта рядом с ними(Тот, кто остаётся и придумал эту стратегию и подсказал им на этот случай); Сильвия, которая хочет убить его, чтобы помешать его приходу к власти; и барон-разбойник и его союзники, желающие отомстить за мошенничество с фальшивыми изобретениями Таймли. Ренслейер, Локи, Мобиус и Сильвия находят Таймли в его лаборатории в Висконсине, где Сильвия получает контроль. Сильвия смягчается и позволяет Локи забрать Таймли обратно на УВИ, а затем отправляет Ренслейера в Цитадель в Конце Времен с взятием с собой Мисс Минуты.
Когда Ткацкий станок Времени достигает критического уровня, Локи и его союзники пытаются его исправить, но их блокируют Ренслейер, Мисс Минуты и Брэд Вулф. В разгар попыток группы починить Ткацкий станок Локи столкнулся с тем, что его время ускользнуло от себя, и обрезал свое прошлое «я», понимая, что на самом деле это он сам сделал это во время своего предыдущего приключения. После того, как У.Б отключает «Мисс Минуты» от сети, Сильвия может зачаровать Брэда, чтобы тот обрезал Ренслейера, но временное излучение распадается Таймли, прежде чем он успевает поместить множитель пропускной способности к Ткачу. Ткач Времени взрывается, и Локи попадает в взрывную волну.

##### Становление Богом Истории
Пережив взрыв, Локи оказывается в заброшенном УВИ и снова начинает ускользать, едва спасаясь, поскольку УВИ распадается. Скольжение времени Локи переносит его в разветвленные временные линии, где его друзья Мобиус, Охотник В-15, Кейси и У.Б. вернулись к своим предыдущим жизням как Дон, доктор Верити Уиллис, Фрэнк Моррис и доктор А.Д. Даг соответственно. Из всей группы только Даг верит Локи и, поскольку Локи не может контролировать свое ускользание времени, предлагает план по объединению группы, присутствовавшей при взрыве, чтобы использовать их коллективную временную ауру для определения координат, по которым Локи нужно вернуться назад, чтобы спасти УВИ. Хотя Локи удается собрать остальных, Сильвия, которая также сохраняет свои воспоминания, не заинтересована в помощи и заставляет Локи признать, что его истинная мотивация — страх потерять друзей (а как известно, его оригинальный вариант и так остался один) и остаться в одиночестве. Сильвия призывает Локи написать свою собственную историю, как и все остальные, но прежде чем он успевает отправить всех домой, появляется Сильвия с новостью о том, что вся реальность рушится. Разлагаясь, Локи наконец понимает, как контролировать ускользающее время, сосредотачиваясь на человеке, а не на событии. Заявив, что он может «переписать историю», Локи успешно путешествует во времени до взрыва, сосредоточившись на У.Б.
После столетий, потраченных на обучение у У.Б (а также, поняв что нужно делать, после сводок первого провала), и после успешного руководства Виктором Таймли в настройке множителя пропускной способности, Локи узнает, что Ткач времени невозможно исправить (так как математически невозможно расширить и до бесконечности, и невозможно много раз расширить поток). Пропустив неопределенное количество времени и поговорив с Тем, кто остается, Локи узнает, что Ткач Времени - это не что иное, как отказоустойчивое устройство, предназначенное для защиты Священной линии времени. Локи сталкивается с дилеммой: возможно, убить Сильвию в прошлом, чтобы спасти Того, кто остаётся, или подвергнуть опасности всю Мультивселенную из-за вариантов Того, кто остаётся, обращаясь за советом к прошлым версиям Мебиуса и Сильвии.
Локи решает пожертвовать собой, уничтожив Ткач Времени, возродив и поддерживая временные линии с помощью своей магии и перестроив их в Иггдрасиль (Наблюдатель и Капитан Пегги Картер, увидели это творение, когда она собралась пойти "живым маршрутом"), заняв позицию Того, кто остается. Он становится новым хранителем времени - Богом Истории. Вдохновленная действиями Локи, УВИ реформируется, чтобы сохранить и защитить мультивселенную, а также выследить варианты Того, кто остается. Наконец найдя свою славную цель, Локи сидит один на троне в центре временных линий, которые он теперь поддерживает, слушая через них своих друзей с разбитым горем (хоть и будет скучать по своим друзьям), но удовлетворенным выражением лица.

#### Другие варианты

Слева направо: Хвастливый, Аллигатор, Ребёнок и Классический варианты Локи, представленные в эпизоде «Событие Нексуса». Президент Marvel Studios Кевин Файги сказал, что различные версии Локи были «частью веселья мультивселенной и играми со временем»

- «Сильвия» — альтернативная женская версия Локи. Стремится «освободить» «Священную временную линию» от контроля УВИ, разработав метод очаровывания для достижения своих целей[47]. Позже она влюбляется в вариант Локи 2012 года. Изначально Сильвия была арестована охотниками УВИ, когда была маленькой девочкой, но смогла сбежать и всю жизнь скрывалась от них.
- «Классический Локи» (актёр — Ричард Э. Грант) — пожилая альтернативная версия Локи. В своей альтернативной временной линии, данный вариант смог обмануть Таноса и выжить(он просто раскрыл свой истинный потенциал), поселившись на отдалённой планете, однако при первом же покидании планеты, УВИ «удалила» его. Классический Локи обладает способностью создавать большие, более сложные иллюзии, чем Локи[41]. Жертвует собой, создавая иллюзию Асгарда, чтобы позволить Сильвии и Локи зачаровать Алиота. Его костюм был вдохновлён дизайном Джека Кёрби из комиксов 1960-х годов[41].
- «Аллигатор Локи» — альтернативная версия Локи. Представляет из себя аллигатора с золотыми рогами. Живёт в Пустоте вместе с другими вариантами Локи. Главный сценарист «Локи» Майкл Уолдрон включил его «потому что он зелёный», описав это как «непочтительное» дополнение. Режиссёр Кейт Херрон использовала «мультяшную» игрушку аллигатора во время съёмок, позволяя актёрам взаимодействовать с ним, а экранная версия была создана с помощью CGI[48].
- «Ребёнок Локи» (актёр — Джек Вил) — детская альтернативная версия Локи, убившая Тора. Другие варианты Локи считают его королём Пустоты[49][50]. Основан на одноимённом персонаже из «Marvel Comics».
- «Хвастливый Локи» (актёр — ДеОбия Опарей) — альтернативная версия Локи. Владеет молотом и делает дикие преувеличения о своих достижениях. Хвастливый Локи предаёт других вариантов Локи, объединившись с Президентом Локи, чтобы править Пустотой, но терпит неудачу.
- «Президент Локи» (актёр — Том Хиддлстон) — альтернативная версия Локи, ставшая президентом в своей временной линии. Пытается править Пустотой с армией других вариантов, однако в результате свержения ребёнка Локи, его также предают другие варианты Локи[50]. Хиддлстон назвал Президента Локи «худшим из плохой компании», описав его как «наименее уязвимого, самого автократичного и ужасно амбициозного персонажа, который, кажется, не испытывает сочувствия или заботы о ком-либо ещё»[51]. Его костюм был вдохновлён четырёхсерийным комиксом «За Локи»[52][53].
- Серия голограмм вариантов Локи показана в сцене в УВИ, в том числе один с синей кожей Ледяного великана, другой в жёлтой майке лидера «Тур де Франс» и с гоночным трофеем, третий с похожей на Халка мускулистой формой, четвёртый длиннобородый вариант с копытами и пятый, похожий на традиционного викинга[54].
- Также показано, что несколько вариантов Локи являются частью команды Президента Локи, в том числе «Локи с гламурными очками», «Поки Локи», «Тюремный Локи» и «Велосипедный Локи». Эти варианты были названы художником по костюмам Кристин Вада[55].

### Анимационный сериал «Что, если…?»
Локи, озвученный Томом Хиддлстоном, появился в первом сезоне анимационного сериала «Disney+» «Что, если…?» в виде нескольких альтернативных версий самого себя:

#### Завоевание Земли
После убийства своего брата Тора Клинтом Бартоном, Локи прибывает на Землю с армией Асгарда, чтобы отомстить за него. Столкнувшись с Ником Фьюри и командой агентов «Щ.И.Т.», он уничтожает их всех, кроме Фьюри, и собирается использовать Ледяной ларец, чтобы превратить весь мир в лёд. Фьюри предлагает ему союз, и Локи соглашается дать ему время до следующего восхода солнца, чтобы найти убийцу Тора. Фьюри в конце концов выясняет, что убийца — Хэнк Пим / Жёлтый шершень, и объединяется вместе с Локи, чтобы победить его. После этого Локи решает остаться на Земле и становится её правителем.
Некоторое время спустя Фьюри собирает движение сопротивления, чтобы свергнуть Локи, и начинает битву между «Щ.И.Т.» и силами Асгарда. Наблюдатель переносит вариант Наташи Романофф из другой реальности, и она нападает на Локи, застав его врасплох, и побеждает его, захватив его разум его же собственным скипетром.

#### Принц Ледяных великанов
В альтернативном 965 году н. э. Один возвращает маленького Локи Лафею, а не усыновляет его, в результате чего Локи вырастает Ледяным великаном и принцем Йотунхейма. Локи и Тор позже встречаются при неизвестных обстоятельствах и быстро становятся лучшими друзьями. В настоящее время Локи посещает вечеринки Тора на Земле вместе с некоторыми из его собратьев-великанов.

#### Аномалия 1602 года
В альтернативном 2018 году Стив Роджерс во время битвы с Таносом в Ваканде случайно задевает Камень времени, и это порождает временную аномалию 1602 года. В ней Локи служит драматургом при дворе королевы Хелы. Его чуть не засасывает во временной разлом, но его спасает Капитан Картер. Позже на его карету нападает банда Роджерса Гуда.

## Реакция
Персонаж Локи «был любимцем фанатов с тех пор, как он сыграл центральную роль в „Мстителях“ 2012 года», став «одним из самых любимых персонажей КВМ». Хиддлстон получил ряд номинаций и наград за своё выступление в роли этого персонажа.
| Год  | Фильм                 | Награда             | Категория                   | Результат | Прим.  |
| ---- | --------------------- | ------------------- | --------------------------- | --------- | ------ |
| 2011 | «Тор»                 | «Scream»            | Лучший мужской персонаж     | Номинация | [ 59 ] |
| 2012 | «Тор»                 | «Империя»           | Лучший дебют                | Победа    | [ 60 ] |
| 2012 | «Тор»                 | «Сатурн»            | Лучший актёр второго плана  | Номинация | [ 61 ] |
| 2012 | «Мстители»            | Teen Choice Awards  | Choice Movie: Злодей        | Номинация | [ 62 ] |
| 2013 | «Мстители»            | Kids' Choice Awards | Любимый злодей              | Номинация | [ 63 ] |
| 2013 | «Мстители»            | MTV Movie Awards    | Лучший злодей               | Победа    | [ 64 ] |
| 2014 | «Тор 2: Царство тьмы» | «Империя»           | Лучший актёр второго плана  | Номинация | [ 65 ] |
| 2014 | «Тор 2: Царство тьмы» | «Сатурн»            | Лучший актёр второго плана  | Номинация | [ 66 ] |
| 2018 | «Тор: Рагнарёк»       | Teen Choice Awards  | Choice Movie: Звезда экрана | Номинация | [ 67 ] |

## Комментарии
1. ↑  Продюсер Кевин Файги заявил, что Тессеракт основан на Космическом кубе из комиксов Marvel[42]. После фильма «Тор 2: Царство тьмы», он также заявил, что в нём содержится Камень Пространства[43].
2. ↑  События фильма «Тор 2: Царство тьмы» (2013).